# Wie man eine Pipeline in die Luft jagt
Wie man eine Pipeline in die Luft jagt. Kämpfen lernen in einer Welt in Flammen ist ein 2021 in englischer Sprache als How to Blow Up a Pipeline. Learning to Fight in a World on Fire veröffentlichtes Buch des schwedischen Humanökologen, Politikjournalisten und Sachbuchautors Andreas Malm (* 1977). Malm spricht sich für eine Eskalation im Klimaaktivismus aus. Neben rein gewaltlosen Flügeln in der Bewegung brauche es auch solche, die Taktiken wie Sabotage einsetzen. Er wendet sich außerdem gegen fatalistische Stimmen, die eine massive Erderwärmung und ihre Folgen bereits als unabwendbar ansehen.

## Inhalt
Das Buch ist in drei Kapitel gegliedert.

### Kapitel 1 - Learning from Past Struggles
Die Klimakatastrophe unterscheide sich von anderen Problemen durch ihre Dringlichkeit. Je länger gewartet werde, umso drastischere Mittel müssten eingesetzt werden, um immer verheerendere Folgen abzuwenden. Bisher hätten allerdings die bisherigen „Zyklen“ im Klimaaktivismus das Ergebnis drastischer Emissionsreduktionen nicht erreicht:
1. Zyklus: 2006–2009, von den ersten Klimacamps im Vereinigten Königreich bis zur UN-Klimakonferenz in Kopenhagen 2009 (COP15).
2. Zyklus: 2011–2018, Proteste in den USA u. a. gegen das Pipelineprojekt Keystone XL, People's Climate March 2014 usw.
3. Zyklus: ab 2018, geprägt durch Greta Thunberg und Fridays for Future.

Alle drei Zyklen seien bisher geprägt von Gewaltlosigkeit und vom Verzicht auf Sabotageaktionen. Malm nimmt Bezug auf einen Essay von John Lanchester und stellt die Frage, warum Klimaaktivismus bisher keine Sabotageakte hervorgebracht habe. Dies sei umso verwunderlicher, auf Grund der apokalyptischen Auswirkungen der Klimakatastrophe und der relativen Einfachheit von Sabotageaktionen. Er führt Beispiele anderer sozialer Kämpfe an, in denen Gewalt als eines von verschiedenen Mitteln zum Ziel geführt habe:
- der Haitianischer Sklavenaufstand, der zur Unabhängigkeit Haitis und zur Staatsgründung führte,
- die Sufragettenbewegung im Laufe derer u. a. Fensterscheiben eingeworfen und Gebäude in Brand gesteckt wurden und die zum Frauenwahlrecht führte,[2]
- das US-amerikanische Civil Rights Movement, welches flankiert wurde von der Black Power-Bewegung,
- Sabotageaktionen im Kampf gegen das Apartheidsystem in Südafrika.

### Kapitel 2 - Breaking the Spell
Im zweiten Kapitel wird Malm konkreter was das Ziel möglicher Sabotageaktionen angeht. Er differenziert zwischen verschiedenen Arten von Emissionen auf Grundlage des Grads ihrer Unvermeidbarkeit. Unter „Subsistenzemissionen“ versteht er Emissionen, die schwer vermeidbar sind (z. B. Emissionen auf dem Arbeitsweg, beim Heizen oder Kochen). Als „Luxusemissionen“ bezeichnet er leichter vermeidbare Emissionen, die beispielsweise verursacht werden durch Freizeitkonsum reicher Menschen (z. B. Yachten oder SUVs). Er ergänzt, dass aufgrund der Menge des bereits emittierten CO2 zwar alle Arten von Emissionen reduziert werden müssten - angefangen allerdings bei den überflüssigsten Luxusemissionen. Als mögliche Ziele von Sabotageaktionen nennt Malm Kohleminen, Luxusyachten und SUVs. Bei solchen Zielen sei es wahrscheinlicher, dass die Öffentlichkeit Sabotageaktionen wohlwollend betrachte. Er berichtet beispielhaft von einer Sabotageaktion gegen SUVs im Stockholmer Stadtteil Östermalm, bei der Flugblätter auf Windschutzscheiben von SUVs verteilt wurden und die Luft aus ihren Reifen gelassen wurde. Mutmaßlich, durch die Aktivistengruppe namens Tyre Extinguishers. Malm argumentiert, dass soziale Bewegungen häufig davon profitieren, wenn sie sowohl komplett gewaltlose Flügel, als auch radikalere Flügel umfassen, die beispielsweise Sabotage einsetzen.

### Kapitel 3 - Fighting Despair
Im letzten Kapitel argumentiert Malm gegen fatalistische Stimmen, die sich bereits darauf einstellen, dass die Klimakatastrophe unabwendbar ist, sich deshalb auf das Ende menschlicher Zivilisation vorbereiten und nicht dagegen ankämpfen. Klimafatalismus sei eine sich selbsterfüllende Prophezeiung, da eine Abwendung der Klimakatastrophe umso unwahrscheinlicher werde, je mehr Menschen von ihrer Unabwendbarkeit überzeugt seien. Dem Argument, dass individuelle Verhaltensänderungen gegenüber massiven CO2-Emissionen zu geringe Auswirkungen hätten, hält er die Sorites-Paradoxie entgegen: Einzelne Verhaltensänderungen würden tatsächlich kaum etwas bewirken, jedoch käme es ab einer größeren Menge an individuellen Verhaltensänderungen oder durch kollektives Handeln auch zu messbaren Änderungen.

## Ausgaben
Andreas Malm: How to Blow Up a Pipeline: Learning to Fight in a World on Fire, Verso 2021, ISBN 978-1-83976-025-9 (englisch).
- deutsch: Wie man eine Pipeline in die Luft jagt. Kämpfen lernen in einer Welt in Flammen, Matthes & Seitz, Berlin 2020, übersetzt von David Frühauf, ISBN 978-3-7518-0305-2.

## Filmische Adaption
Eine filmische Adaption in Form eines Thrillers, umgesetzt von Regisseur Daniel Goldhaber (Drehbuch: Ariela Barer, Jordan Sjol, Daniel Goldhaber) ebenfalls unter dem Titel How to Blow Up a Pipeline, hatte seine Welturaufführung am 10. September 2022 beim Toronto International Film Festival 2022 in der Sektion Platform.

### Rezensionen
- Sieglinde Geisel: Intelligente Sabotage für einen radikalen Klimaschutz. Deutschlandfunk, 9. November 2020.
- Jean-Guillaume Lanuque: Andreas Malm, Comment saboter un pipeline. In: dissidences : le blog, 5. September 2021.
- Maja Pfeifle: Buchkritik. Andreas Malm - Wie man eine Pipeline in die Luft jagt. Kämpfen lernen in einer Welt in Flammen, SWR2, 22. Februar 2021.
- Tatiana Schlossberg: How to Blow Up a Pipeline. In: New York Times Book Review, 24. Januar 2021, S. 22.

### Interviews
- En Liang Khong: Fancy a Spot of Eco-Terrorism? In: ArtReview, Vol. 73 (3), 1. Mai 2021, S. 60.
- Maximilian Probst: Er will Pipelines in die Luft jagen. In: ZEIT Online, 30. Juni 2021 / Die Zeit, Nr. 27/2021, 1. Juli 2021.